# Félix Standaert
Felix Stanislas Octave Marie Joseph Standaert  (* 26. März 1922 in Kalmthout; † 2006 in Woluwe-Saint-Pierre/Sint-Pieters-Woluwe, Brüssel) war ein belgischer Diplomat.

## Leben
Felix Standaert studierte an der Katholieke Universiteit Leuven und wurde zum Doktor der Rechtswissenschaften promoviert. Von 1950 bis 1953 war er Botschaftssekretär dritter Klasse in Bonn. Von 1953 bis 1956 war er Botschaftssekretär zweiter Klasse in Warschau. 1958 war Standaert Generalkonsul in Bombay. 1961 war Felix Standaert Generalkonsul in Chicago.
Zur Unabhängigkeit 1962 bat Grégoire Kayibanda Paul-Henri Spaak, den bisherigen Militärresident Guillaume Logiest als ersten Botschafter nach Ruanda zu entsenden. Diesem Wunsch wurde entsprochen. 1963 legte Felix Standaert seinen Akkreditierungsbrief als Botschafter bei Kayibanda in Kigali vor. 1967 war Standaert Botschaftsrat in Rom.
Von 1969 bis 1973 war er Botschafter in Tunesien. Vom 10. Januar 1977 bis 1980 war er Botschafter beim Heiligen Stuhl. Von 1982 bis 1984 war er Botschafter in Griechenland. Von 1986 bis 1987 war er Botschafter in Schweden. 1990 war er Mitarbeiter der Coudenberg group.

## Schriften
- Les Wallons en Suède. Une introduction. Ministère des relations extérieures, Bruxelles / Schwedisches Institut (Svenska institutet), Stockholm 1987.